# Porter (Wisconsin)
Porter – miasto w Stanach Zjednoczonych, w stanie Wisconsin, w hrabstwie Rock.